# Hypolimnas hypna
Hypolimnas hypna är en fjärilsart som beskrevs av Swinhoe 1916. Hypolimnas hypna ingår i släktet Hypolimnas och familjen praktfjärilar. Inga underarter finns listade i Catalogue of Life.